# Stéphane Peterhansel
Stéphane Peterhansel (n. 6 august 1965, Échenoz-la-Méline, Haute-Saône) este un pilot de raliuri francez.
El deține recordul absolut la numărul victorii în Raliul Dakar, cu un total de 12 victorii, 6 la clasa moto cu Yamaha (1991, 1992, 1993, 1995, 1997 și 1998) și 6 la clasa auto auto cu Mitsubishi (2004, 2005, 2007), Mini (2012, 2013) și Peugeot (2016). Doar Hubert Auriol și Nani Roma au mai reușit să realizeze performanța de a se impune în două discipline, moto și auto, la Raliul Dakar.
În 1997, Peterhansel a primit titlul de cetățean de onoare al orașului Vesoul.

## Biografie

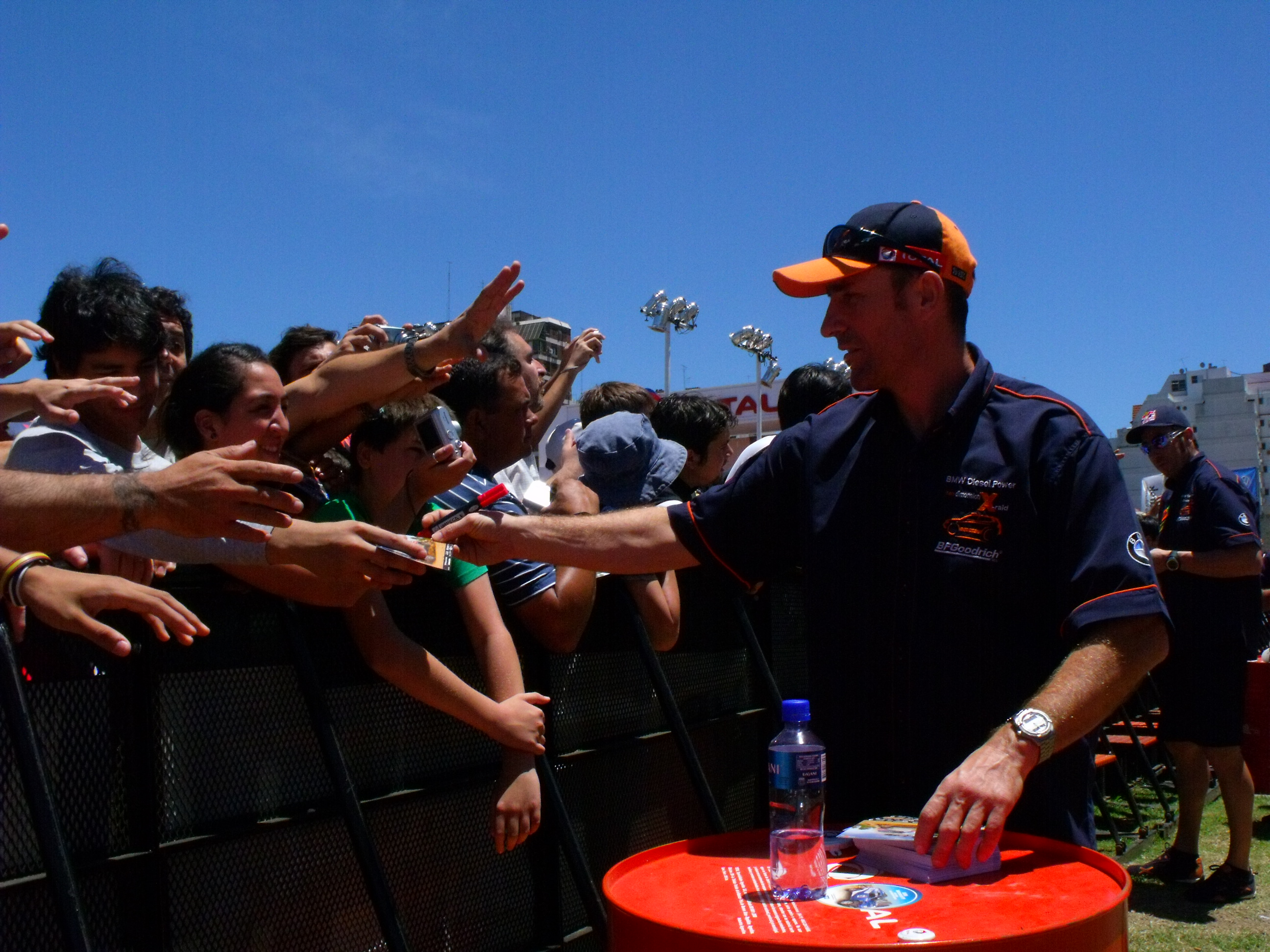
Stéphane Peterhansel semnând autografe la Buenos Aires pe 31 decembrie 2009

Și-a făcut debutul în Raliul Paris–Dakar în anul 1988, la categoria motociclete în cadrul echipei Yamaha, câștigând ulterior competiția în sezoanele 1991, 1992, 1993, 1995, 1997 și 1998. Din 1999 a trecut la categoria automobile, inițial cu Nissan și Mega, iar din 2003 alăturându-se echipei Mitsubishi. Cu Mitsubishi avea să câștige Raliul în 2004, 2005 și 2007, realizând cea de-a 11-a sa victorie în competiție în anul 2013 la volanul unui Mini Countryman modificat pentru X-Raid – și devenind astfel cel mai de succes participant din istoria Raliului Dakar. În 2014 el conducea în Raliul Dakar în etapa finală, dar în mod controversat i-a permis coechipierului său, Nani Roma, să-l întreacă și să câștige cursa - lăsându-l pe Peterhansel să termine pe locul doi. A participat la Cursa Campionilor în 2005 și 2006 și este dublu campion World Enduro. Din 1999, co-pilotul său la Raliul Dakar este compatriotul Jean-Paul Cottret.

## Rezultate în Raliul Dakar
| An   | Clasă                                                  | Vehicul                                                | Rezultat                                               | Etape                                                  |                 |
| ---- | ------------------------------------------------------ | ------------------------------------------------------ | ------------------------------------------------------ | ------------------------------------------------------ | --------------- |
| 1988 | Motociclete                                            | Yamaha                                                 | 18                                                     | 1                                                      |                 |
| 1989 | Motociclete                                            | Yamaha                                                 | 4                                                      | 6                                                      |                 |
| 1990 | Motociclete                                            | Yamaha                                                 | Descalificat                                           | 1                                                      |                 |
| 1991 | Motociclete                                            | Yamaha                                                 | 1                                                      | 1                                                      |                 |
| 1992 | Motociclete                                            | Yamaha                                                 | 1                                                      | 4                                                      |                 |
| 1993 | Motociclete                                            | Yamaha                                                 | 1                                                      | 3                                                      |                 |
| 1994 | Nu a participat                                        | Nu a participat                                        | Nu a participat                                        | Nu a participat                                        | Nu a participat |
| 1995 | Motociclete                                            | Yamaha                                                 | 1                                                      | 4                                                      |                 |
| 1996 | Motociclete                                            | Yamaha                                                 | S-a retras                                             | 3                                                      |                 |
| 1997 | Motociclete                                            | Yamaha                                                 | 1                                                      | 7                                                      |                 |
| 1998 | Motociclete                                            | Yamaha                                                 | 1                                                      | 3                                                      |                 |
| 1999 | Automobile                                             | Nissan                                                 | 7                                                      | 0                                                      |                 |
| 2000 | Automobile                                             | Mega                                                   | 2                                                      | 2                                                      |                 |
| 2001 | Automobile                                             | Nissan                                                 | 12                                                     | 0                                                      |                 |
| 2002 | Automobile                                             | Nissan                                                 | Nu a terminat                                          | 1                                                      |                 |
| 2003 | Automobile                                             | Mitsubishi                                             | 3                                                      | 6                                                      |                 |
| 2004 | Automobile                                             | Mitsubishi                                             | 1                                                      | 2                                                      |                 |
| 2005 | Automobile                                             | Mitsubishi                                             | 1                                                      | 4                                                      |                 |
| 2006 | Automobile                                             | Mitsubishi                                             | 4                                                      | 3                                                      |                 |
| 2007 | Automobile                                             | Mitsubishi                                             | 1                                                      | 0                                                      |                 |
| 2008 | Eveniment anulat – înlocuit de Raliul Europei Centrale | Eveniment anulat – înlocuit de Raliul Europei Centrale | Eveniment anulat – înlocuit de Raliul Europei Centrale | Eveniment anulat – înlocuit de Raliul Europei Centrale |                 |
| 2009 | Automobile                                             | Mitsubishi                                             | Nu a terminat                                          | 0                                                      |                 |
| 2010 | Automobile                                             | BMW                                                    | 4                                                      | 4                                                      |                 |
| 2011 | Automobile                                             | BMW                                                    | 4                                                      | 1                                                      |                 |
| 2012 | Automobile                                             | Mini                                                   | 1                                                      | 3                                                      |                 |
| 2013 | Automobile                                             | Mini                                                   | 1                                                      | 2                                                      |                 |
| 2014 | Automobile                                             | Mini                                                   | 2                                                      | 4                                                      |                 |
| 2015 | Automobile                                             | Peugeot                                                | 11                                                     | 0                                                      |                 |
| 2016 | Automobile                                             | Peugeot                                                | 1                                                      | 3                                                      |                 |

## Alte performanțe
| An   | Eveniment                                |
| ---- | ---------------------------------------- |
| 1992 | Paris-Moscow-Beijing Rally – Motociclete |
| 1996 | UAE Desert Challenge – Motociclete       |
| 1998 | 24 Hours of Chamonix                     |
| 2002 | Tunisia Rally                            |
| 2002 | UAE Desert Challenge – Automobile        |
| 2003 | UAE Desert Challenge – Automobile        |
| 2004 | Tunisia Rally                            |
| 2004 | Morocco Rally                            |
| 2005 | UAE Desert Challenge – Automobile        |
| 2007 | UAE Desert Challenge – Automobile        |